# Jewgeni Igorewitsch Kissin

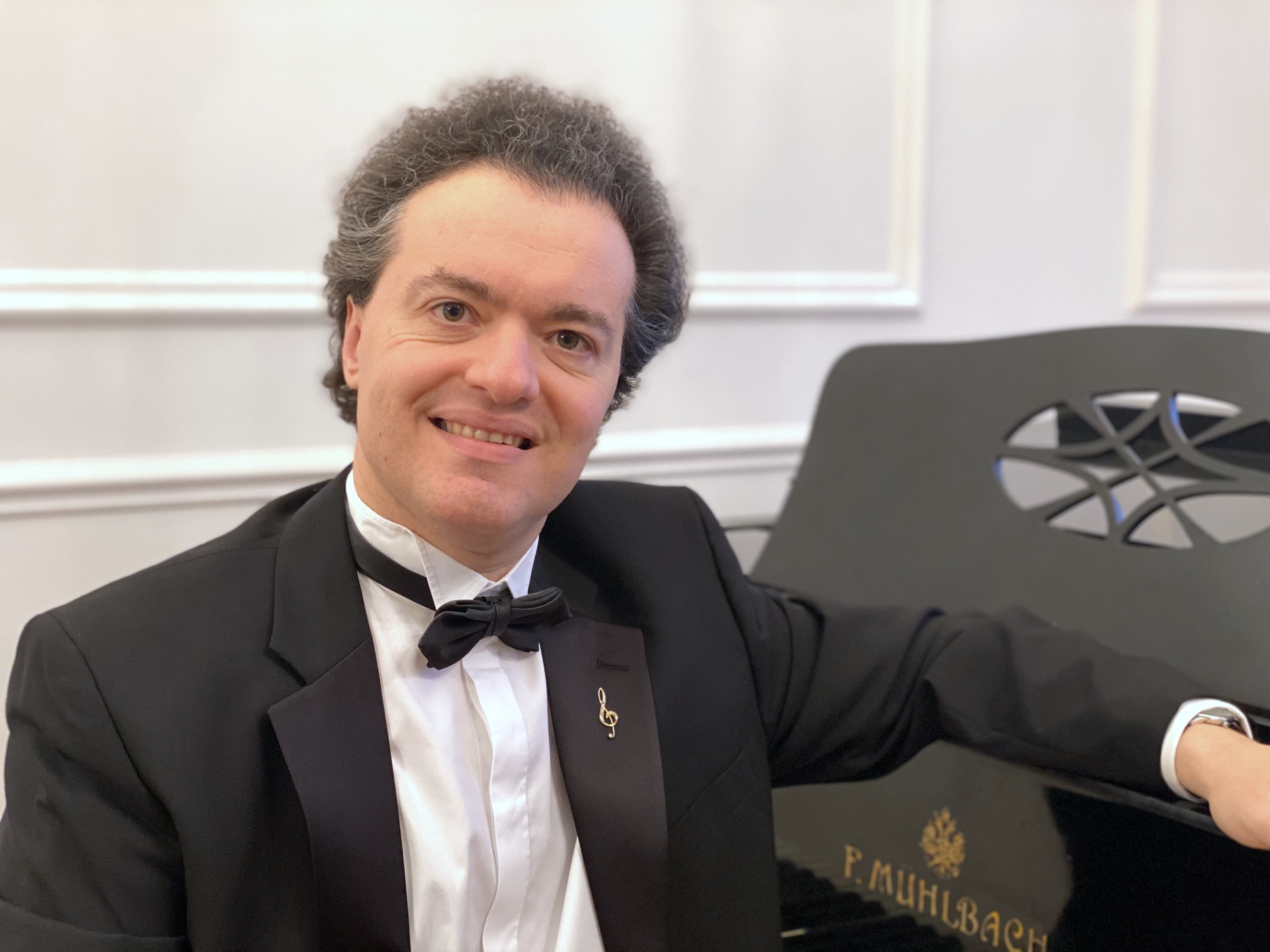
Jewgeni Kissin (2021)

Jewgeni Igorewitsch Kissin (russisch Евгений Игоревич Кисин, transl. nach ISO 9: Evgenij Igorevič Kisin; * 10. Oktober 1971 in Moskau, Sowjetunion) ist ein russischer Pianist und Komponist. Sein Vorname wird im Englischen meist Evgeny geschrieben, im Deutschen meist Jewgenij oder Jewgeni, auf deutschen CD-Veröffentlichungen auch Yevgeny. Seit 2002 besitzt Kissin neben der russischen auch die britische und seit 2013 auch die israelische Staatsangehörigkeit.

## Leben

### Musikalischer Werdegang
Jewgeni Kissin wurde als Sohn einer Klavierlehrerin und eines Ingenieurs geboren. Schon seiner zehn Jahre älteren Schwester Alla hatte die Mutter Klavierunterricht gegeben. Im Alter von zwei Jahren und zwei Monaten begann auch Jewgeni Klavier zu spielen. Mit sechs Jahren besuchte er das Gnessin-Institut in Moskau und nahm Unterricht bei Anna Kantor. Sie ist seine einzige Lehrerin geblieben.
Sein Debüt als Solist mit Orchester gab Kissin im Alter von zehn Jahren mit dem Orchester von Uljanowsk mit Mozarts Klavierkonzert KV 466. Mit elf Jahren gab er sein erstes Solokonzert mit den Klavierkonzerten Nr. 1 und Nr. 2 von Frédéric Chopin. Dies brachte ihm den Ruf eines Wunderkindes ein. Beim Silvesterkonzert der Berliner Philharmoniker 1988 spielte Kissin unter der Leitung von Herbert von Karajan das b-Moll-Konzert von Tschaikowski und erreichte damit seinen internationalen Durchbruch.

### Politische Position
Im Februar 2022 gehörte Kissin zu den Unterzeichnern eines offenen Briefes, in dem mehr als 400 russische Musiker den russischen Überfall auf die Ukraine verurteilten; dieser sei „durch nichts zu rechtfertigen“. Ohne den Namen Putin sowie Russland und die Ukraine zu erwähnen, schrieb Kissin auf Instagram, dass ein Angriffskrieg auf das Territorium eines anderen Staates ein Verbrechen sei.

### Privates
1991 verließ Kissin mit seiner Familie Russland. Er lebte danach zusammen mit seinen Eltern, seiner älteren Schwester und seiner Lehrerin Anna Kantor abwechselnd in London und in New York.
Im Bewusstsein seiner jüdischen Wurzeln hat er sich so weit in jiddische Dichtung eingelesen, dass er die Sprache nahezu perfekt beherrscht. Aus ihrer Poesie hat er 2002 beim Verbier Festival erstmals öffentlich rezitiert. Er hat auch selbst einige Gedichte in jiddischer Sprache geschrieben. In einem dieser Gedichte schwärmt er von den „ungeheuren Schätzen der jiddischen Sprache“: Er habe von ihnen nur einen kleinen Teil gelernt, doch sei jedes Wort für ihn ein Schatz, und er wolle die Wörter „mit allen Sinnen fühlen“.
Im März 2017 heiratete Kissin Karina Arzumanova, die er schon aus seiner Kindheit kannte, in Prag. Arzumanova hatte seit 2002 in Prag gelebt und dort drei Kinder großgezogen.

## Werke
- Toccata. Uraufführung beim Verbier Festival 2017 durch Kissin.
- Streichquartett. Aufnahme mit dem Kopelman Quartett 2016. CD, Nimbus Records 2018.
- Sonata-Ballade für Cello und Klavier. Aufführung durch Steven Isserlis und Alexander Melnikow in der Wigmore Hall, London im Februar 2018.[12]
- Dodekaphonischer Tango. Aufführung durch Kissin bei einem Konzert in der Berliner Philharmonie im Januar 2019.[13]

## Auszeichnungen
Kissin hat zahlreiche Auszeichnungen erhalten, darunter im Mai 2001 die Ehrendoktorwürde der Manhattan School of Music und 2005 den Herbert-von-Karajan-Musikpreis. 2006 erhielt er bereits zum zweiten Mal den Echo Klassik. 2006 gewann er den Grammy in der Kategorie Bestes Klassik-Soloalbum für seine Einspielung der Klavierwerke der russischen Komponisten Skrjabin, Medtner und Strawinski.